# Hans Schmidt (onderwijzer)
Joannes (Hans) Schmidt (Gent, 17 december 1953) was onderwijzer, directeur en pedagogisch begeleider. In 2009 stichtte hij in Gent een muziekbasisschool. Hij heeft pedagogisch-didactische artikels geschreven en ontwikkelde didactische methodes. Daarnaast gaf hij navormingen en lezingen over het belang van de muzische vorming en vroege initiatie vreemde talen in het basisonderwijs. Hij is auteur van kinderboeken, verhalen, kinderliedjes en muziekverhalen. Schmidt regisseerde theaterstukken voor zowel kinderen als volwassenen.

## Biografie
Schmidt studeerde Latijn-wetenschappen aan het Sint-Barbaracollege (Gent), en onderwijzer aan de Bisschoppelijke Normaalschool Sint-Franciscus te Sint-Niklaas.
Hij was onderwijzer in Lotenhulle, Zwijnaarde en vervolgens De Pinte, waar hij van 1995 tot 2004 directeur was van de Gemeentelijke basisschool. Van september 2004 tot en met juni 2009 was hij pedagogisch begeleider muzische vorming en vreemde talenonderwijs op jonge leeftijd voor het Onderwijssecretariaat van de Steden en Gemeenten van de Vlaamse Gemeenschap vzw (afgekort OVSG).

## Muzische leerThuis
Zijn ganse pedagogische loopbaan was Schmidt een pleitbezorger van het ernstig nemen en implementeren van muzische vorming en cultuureducatie in het basisonderwijs. Hij richtte, samen met de medestichters Guido De Bruyker, Florian Heyerick en Hans Ryckelinck, in 2009 te Gent de muzische leerThuis 'De Wonderfluit' op, een muziekbasisschool die sinds sinds 2019 'Melopee' heet.
Samen met Bart Devaere en zijn team ontwikkelde hij steeds verder het pedagogisch project van deze leerThuis waarvan muzische vorming en cultuureducatie de kern is. Hij noemt de muzische "leerThuis" een alternatief voor "school". Een "leerThuis" vertrekt vanuit de eigenheid en het talent van elk kind en legt het accent op het "natuurlijke leren" wat volgens de stichters in de modale school totaal verloren is gegaan. In de Wonderfluit is de basis van de pedagogie in hoofdzaak het geloof in de verdiepende en humaniserende kracht van de cultuureducatie. Er bleek zowel in Vlaanderen, Nederland, Duitsland, Zweden als Denemarken interesse, wat geleid heeft tot een Comeniusproject.

### Pedagogisch - didactische boekuitgaven
- School? leerKazerne of leerThuis? 11 lezingen over ons huidige schoolsysteem en aanzetten om van de school een ware leerThuis te maken waarin de ontwikkeling van talent en het natuurlijke leren alle kansen krijgen, uitgeverij Garant 2014
- Is ons onderwijs gebuisd? Kritische bedenkingen bij onderwijsmythes, i.s.m. Roger Standaert, Geert Van Hove, Piet Van de Craen, Piet Van Avermaet, Michel Vanhee en Trees Vanhoutte, Jan T'Sas, Goedele Van Dommele en Mariet Schiepers, Orhan Agirdag, Luc Heyerick. (2019 uitgeverij Borgerhoff - Lamberigts)
- Mogen we nog verwonderd zijn ? Een pleidooi voor meer kunsteducatie in het onderwijs, i.s.m. Rik Pinxten, Roger Standaert, Kris Rutten, Roland Soetaert, Brigitte De Keyzer, Judith Wambacq, Filip Verneert, Juliette Taquet, Bart De Vaere en diverse kunstenaars. (2021 uitgeverij Borgerhoff - Lamberigts)

### Pedagogisch-didactische methodes
- Ohlala: een volledig uitgewerkte initiatiemethode Frans voor de derde kleuterklas, het eerste, het tweede, het derde en het vierde leerjaar. Elke deel bevat een handleiding, verhalen, een liedjescd, cdrom, en een werkboekje. Uitgeverij Van In (2008) en (2009).

### Pedagogisch - didactische artikels
- Vreemde talen bijbrengen aan kinderen: Artikel Imago tijdschrift OVSG 2006
- Kunst en objectiviteit: Artikel Basis maart 2006
- Maak van schoonheid je religie: Artikel Basis mei 2008
- Van lunchgarden naar het Hof van Cleve: CEEGO - EE-cahiers 2010
- De diepe crisis in ons onderwijs: Knack Vrije Tribune 2011
- Onderwijsvernieuwing: Er is geen weg terug: Knack Vrije Tribune 2012
- Kunsteducatie: Wat is het? Wat zou het kunnen zijn ? Tijdschrift OVDS 2017
- Muzische meertaligheid in het basisonderwijs: Artikel in "De Leraar die de wolken meet" (Lannoo Campus) 2017
- La force humanisante de l'éducation artistique: article APED 2017
- Echte onderwijsvernieuwing gebeurt in de hoofden en de harten: Knack Vrije Tribune 2018
- Er zijn veel redenen om voor het vak "leerkracht" te kiezen: Knack Vrije tribune 2019
- Le changement climatique et la grande responsabilité de l'école: Article APED 2019
- Climat change en de grote verantwoordelijkheid van het onderwijs: Tertio maart 2019
- Is ons onderwijs gebuisd? Hans Schmidt in gesprek met Tijl De Bast (Caleidoscoop febr. 2020)
- Ontwikkelingsgericht werken is hét antwoord op de problemen die het conservatief onderwijs zelf creëert. (Re-Story mei 2020)
- Met de juiste didactiek een echt taalbad benaderen? Het kan! (Caleidoscoop januari 2021)
- Leerachterstand? Niet de veelheid maar de grondigheid staat garant voor leerwinst. (Re Story februari 2021)
- Onderwijs moet niet verbreden maar verdiepen. (Tertio augustus 2021)
- De school is voor iedereen. (Over de humaniserende waarde van inclusief onderwijs) (Tertio september 2024)

### Beeld en tekst
- Gods Mensenzoon. 14 beschouwende teksten van Frans De Maeseneer bij 14 schilderijen van Hans Schmidt met een inleiding van Hans Schmidt (uitgave: Clemenspoort Gent én Halewijn - 2018)
- Vergezichten : 20 sonnetten van Dirk Bogaerts bij schilderijen van Hans Schmidt

### Kinderboeken en verhalen
- 100 Kinderverhalen onder de rubriek Bram en Saartje. Kerk en Wereld.
- Verhalenbundel: Zondagskinderen: Uitgeverij Altiora. (met cd) -(2000)
- Verhalenbundel: Kruip eens in mijn oortje: Halewijn (uitgeverij).(2004)
- Verhalenbundel: Kruip eens in mijn oortje 2: Halewijn (uitgeverij). (2006)
- Kinderboek: De gouden sleutel: Uitgeverij Clavis (2009)

### Kindertheater
- Het Droomschip : Totaalspektakel - Thema : kindergevoelens
- Intepedinte : Totaalspektakel - Thema: natuurbehoud
- Clara's verhaal : Totaalspektakel - Naar de egoïstische reus van Oscar Wilde
- Beloofdt is beloofd : Totaalspektakel - Thema : Alle kinderen hebben talent
- Ik droomde dat het een droom was : Totaalspektakel - Thema : Straatkinderen Roemenië
- Niets : Totaalspektakel - Thema : Verwennen
- Kitiku en de heks: Totaalspektakel - Bewerking tekenfilm Kiriku
- Het jungleboek: Totaalspektakel - Thema : Terug naar het originele boek van Kipling.

### Liedjes
- Ce qui reste: Liedcyclus - 12 chansons françaises (tekst en muziek: Hans Schmidt)
- De tout mon coeur : Liedcyclus - 12 chansons françaises (tekst en muziek: Hans Schmidt)
- De Bedelaar: Liedcyclus - 12 Nederlandstalige liederen (tekst: Hans Schmidt - muziek: Hans Schmidt en Jo Vanhoutte)
- Voor de blindgeborenen : Liedcyclus - 12 Nederlandstalige liederen (tekst: Hans Schmidt - muziek : Roland Peelman)
- Een hoed vol liedjes: 12 liederen voor kinderen vanaf 6 jaar (tekst en muziek: Hans Schmidt)
- Liedjes voor Rozanneke: 10 kleuterliedjes (tekst en muziek: Hans Schmidt)
- Jahalomaat : 10 kleuterliedjes (tekst en muziek: Hans Schmidt)

### Cd-uitgaven
- Het droomschip (muziekverhaal: tekst: Hans Schmidt - muziek: Piet Meeus  - stemmen: Kathy Lindekens en Frank Degruyter) (uitgeverij Davidsfonds - Eufoda) (1995)[6]
- Intepedinte (muziekverhaal: tekst: Hans Schmidt - muziek: Piet Meeus - stem: Frank Degruyter) (uitgeverij Davidsfonds- Eufoda, 1997)[7]
- Klein maar wakker (tekst: Hans Schmidt - muziek: Jozef Sercu - zang: Frank Degruyter): luisterliedjes voor kinderen. (uitgeverij Davidsfonds- Eufoda) (1998)
- Groter dan de zon (tekst: Hans Schmidt - muziek: Jozef Sercu - zang: Frank Degruyter): luisterliedjes voor kinderen. (uitgeverij Davidsfonds- Eufoda) (1999)
- Pukkie Punker (muziekverhaal: tekst: Hans Schmidt - muziek: Piet Meeus - stem: Frank Degruyter) (uitgeverij Davidsfonds- Eufoda) (2000)
- Zondagskinderen: (tekst: Hans Schmidt - muziek Mark Joly - koor : Terpander (2000)
- Flonflon c'est moi.(tekst: Hans Schmidt - muziek: Philip Laloy) (uitgeverij Van In) (2007)
- Flonflon et sa famille  (tekst: Hans Schmidt - muziek: Philip Laloy) (uitgeverij Van In) (2007)
- Flonflon et ses amis  (tekst: Hans Schmidt - muziek: Philip Laloy) (uitgeverij Van In) (2007)
- Cloclo et les rêves fantastiques  (tekst: Hans Schmidt - muziek: Philip Laloy) (uitgeverij Van In) (2007)
- Cloclo et les aventures fantastiques (tekst: Hans Schmidt - muziek: Philip Laloy) (uitgeverij Van In) (2007)